# Henry Grace à Dieu
La nau Henry Grace à Dieu, també conegut com a Great Harry fou un vaixell de guerra de l'estol del rei Enric VIII d'Anglaterra. Pel que fa al tipus de vaixell és considerat com a carraca.
Fou contemporani del Mary Rose, vaixell insígnia de la flota anglesa, i més gran que aquest darrer.
Tenia uns 50 metres d'eslora i desplaçava unes 1500 tones (quan fou avarat). La tripulació era d'unes 700/1000 persones.
El castell de proa constava de quatre pisos i el castell de popa s'alçava dues cobertes.

## Aparell
Quatre arbres: el mestre i el trinquet amb veles quadres; la mitjana i el de bonaventura amb veles llatines. (Algunes definicions anomenen els pals de popa mitjana i contramitjana; mitjana el més gran i contramitjana el més petit i més a popa).
Segons es pot veure en pintures i gravats, els arbres de popa hissaven més d'una antena. I totes les antenes amb veles llatines.
El bauprès era de grans dimensions i pot considerar-se com un cinquè arbre. Destinat a hissar una vela de civadera.

## Construcció
La carraca Henry Grace à Dieu fou construïda a Woolwich Dockyard (drassanes de Woolwich) des de 1512 fins a 1514. Fou un dels primers vaixells en adoptar el sistema de troneres i portes per als canons.
Quan el vaixell fou avarat era el més gran i més armat de tot Europa. Va costar 8.000 lliures.
- El sistema de construcció, amb esquelet (quilla i quadernes) i folre (amb planxes unides per testa), era com el de la majoria dels vaixells mediterranis. Aquest sistema es denomina en anglès "carvel". No hi ha documentació sobre els mestres d'aixa que bastiren el vaixell.
- La popa era tallada a escaire (vegeu imatges).

## Armament

Exemple de tronera amb la seva porta en un vaixell del

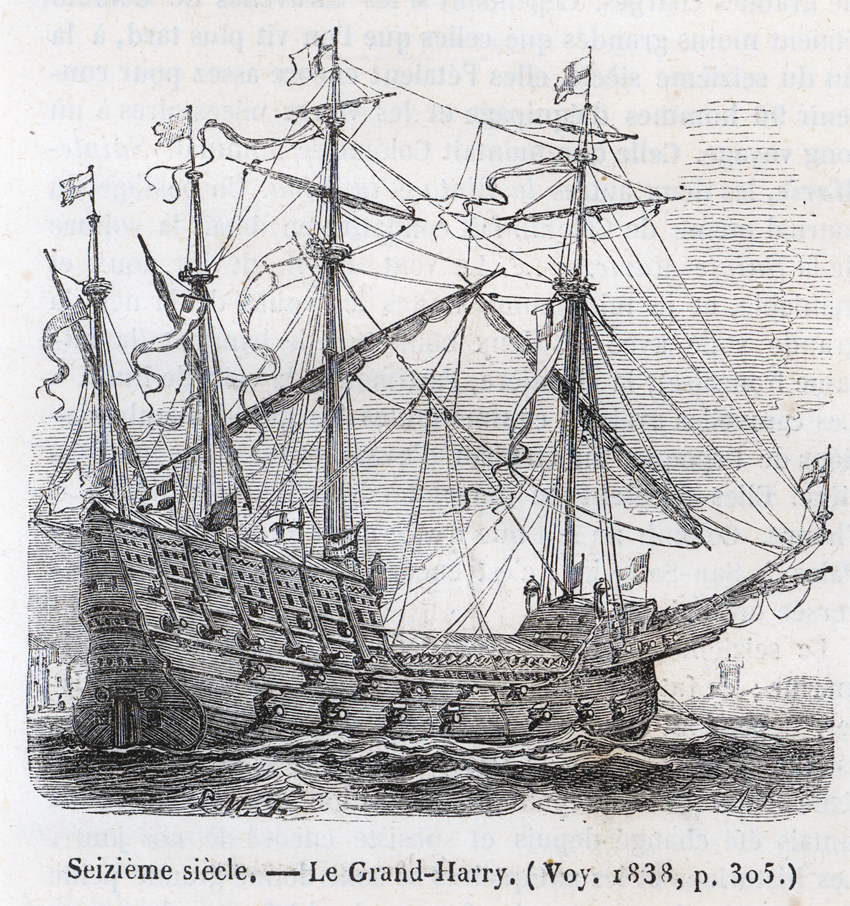
Gravat d' Antoine Léon Morel-Fatio representant el Great Harry.

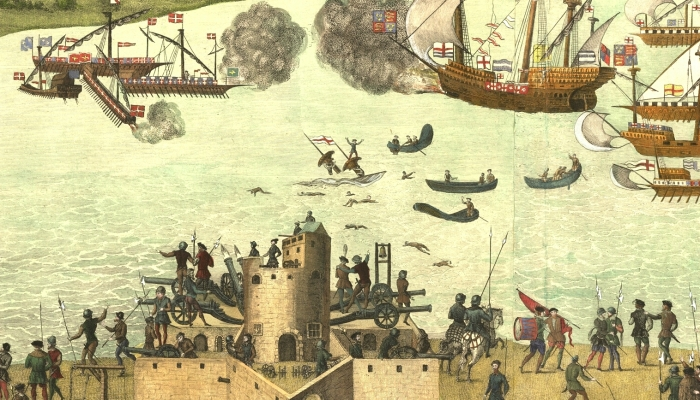
El Henry Grace à Dieu fumejant en la batalla del Solent, al fons i a la dreta. El Mary Rose enfonsat pràcticament no es veu.

L'armament del Henry Grace à Dieu es coneix mercès a un dibuix de Samuel Pepys  que es va passar a gravat i es va imprimir a les “Memoirs of the Rise and Progress of the Royal Navy” de Charles Derrick.
Artilleria:
- 14 canons en la coberta inferior

- 12 canons a la coberta principal

- 18 canons entre la popa i quarter de popa

- 18 al castell de proa

- 10 canons a les troneres de popa.

- TOTAL: 72 canons

En altres autors l'armament considerat és bastant diferent. Segons un inventari antic la llista de canons és la següent:
Gonnes of Brasse (canons de bronze)
- Cannons. .. .. .. ... iiii (4 canons)
- Di. cannons. .. .. ... iiii (4 mitjos canons)
- Culveryns. .. .. ... . iiii (4 colobrines)
- D. culveryns. ... .... ii (2 mitges colobrines)
- Sakers.. ... ... .. .. iiii (4 sacres)
- Cannon perers‘.. .... iii (3 pedrers)
- Fawcons. .. .. .. ... ii (2 falcons)

Gonnes of Yron (canons de ferro)
- Port pecys. .. .. xiiii
- Slyngs. ... …... iiii
- Di. Slyngs. .. ... ii
- Fowlers.. .. .. viii
- Baessys. .. ... lx
- Toppe peces. ... ii
- Hayle shotte pecys.. xl
- Hand gonnes complete. c (100 armes manuals)

Els canons de bronze foren comprats als Països Baixos, a un fonedor anomenat Hans Proppenruyter.
No fou fins al 1521 que aparegué un fonedor de canons de bronze a Anglaterra: John Owen (segons testimoni de Stowe).

## Accions militars
El Henry Grace à Dieu va participar en la batalla de Solent l'any 1545 contra forces franceses. En aquesta batalla el Mary Rose es va enfonsar i el Henry Grace à Dieu va estar a punt d'enfonsar-se per culpa d'un incendi.

## Darrers temps
En pujar al tron Eduard VI d'Anglaterra el Henry Grace à Dieu fou rebatejat Edward en honor seu. No sé sap ben bé si es va cremar a Woolwich o va acabar en un punt de la riba del Tàmesi.

## El primer Great Harry
- L'any 1488, en època del rei Enric VII d'Anglaterra es va construir un Great Harry, el primer vaixell de guerra que va dur el nom.[7]